# Plutarch z Aten
Plutarch z Aten albo Plutarch Młodszy (gr.: Πλούταρχος, Ploútarchos, około 350-432 n.e.) – grecki filozof neoplatoński, nauczający w Atenach na początku V wieku n.e. Odtworzył tamtejszą Akademię i został jej kierownikiem. Pisał komentarze do pism Arystotelesa i Platona, uwypuklając doktryny łączące obu filozofów.

## Życie
O życiu Plutarcha wiadomo niewiele. Pochodził ze znanej rodziny ateńskiej. Jego ojciec i dziadek ze strony ojca nosili imię Nestoriusza. Dziadek był teurgiem, zajmował się chaldejskimi praktykami religijnymi, które miały pozwolić na kontakt z bóstwami. Swoją wiedzę w tym zakresie Nestoriusz, przekazał wnukowi. Plutarch, z kolei przelał ją na córkę Asklepigenię. Biograf Proklosa, Marinos, informuje, że to Asklepigenia właśnie wprowadziła sławnego filozofa w arkana teurgii.
Według anegdoty, przekazanej przez neoplatonika Damascjusza, Plutarch wraz z Marinem, podczas choroby, konsultował się przez sen w świątyni Asklepiosa z bogiem. Asklepios nakazał filozofom jeść dużo wieprzowiny, na co Plutarch, nie chciał przystać, nie tyle może ze względu na przepisy zakazujące spożywania takiej żywności, co na dietę. Po obudzeniu się ze snu, zwrócił się więc do posągu boga i poprosił o inny środek leczniczy, który, jak twierdził, byłby do przyjęcia również dla chorych Żydów. Asklepios wysłuchał filozofa i posąg zalecił inny środek.
Nie jest jasne gdzie i u kogo Plutarch zdobył wykształcenie filozoficzne. Ateny nie wydały w IV wieku wybitniejszych nauczycieli. Na początku V wieku Synezjusz tak opisywał miasto: Dzisiejsze Ateny nie mają nic czcigodnego oprócz sławnych nazw pewnych miejsc. I jak po złożonym na ofiarę zwierzęciu pozostaje tylko skóra, po której można poznać istotę dawniej żyjącą, tak po wyniesieniu się stąd filozofii przybysz może podziwiać tylko Akademię, Liceum i malowaną Stoę. Jedyną ozdobą Aten są dla biskupa i filozofa „dwaj mędrcy plutarchejscy”. Założona przez Plutarcha w Atenach, neoplatońska szkoła filozofii, kontynuowała tradycje Akademii Platońskiej. Jakkolwiek używanie nazwy "Akademii" w odniesieniu do tej szkoły nie jest poprawne. Lekcje nie odbywały się bowiem w pierwotnej siedzibie Akademii Platona, ale w prywatnym domu Plutarcha, który po śmierci został przekazany jego następcy i tak stał się siedzibą szkoły i jej kierownika. Budynek ten jest identyfikowany przez niektórych archeologów z odkrytym w 1955 roku na południowym zboczu Akropolu, niedaleko teatru Dionizosa "Domem Proklosa" .
Identyfikacja Plutarcha z dobroczyńcą ateńskim, który trzykrotnie sfinansował Panatenaje jest kontrowersyjna. Również przypisywanie Plutarchowi dwóch fragmentaryczne zachowanych fraszek, o wymowie platońskiej cieszy się małym poparciem wśród uczonych.
Plutarch zmarł około 432 roku. Funkcję kierownika szkoły przejął po nim jego uczeń Syrianos, drugi „mędrców plutarchejskich”, o których wspomina Synezjusz .

## Prace
Plutarch napisał komentarze do Parmenidesa Platona oraz do O duszy Arystotelesa. Prawdopodobnie komentował też platońskiego Gorgiasza i być może Fedona. Prace te, z wyjątkiem fragmentów, zaginęły.

## Filozofia
Plutarch zajmował się głównie interpretacją pism Platona i Arystotelesa. Uważał, że studiowanie Arystotelesa musi poprzedzać studium Platona. Zgodnie z duchem ówczesnej filozofii w pismach obydwu filozofów poszukiwał zasadniczej zgodności. Nie jest jasny jego stosunek do różnych kierunkach neoplatonizmu. Część uczonych przyjmuje, że był zależny od Jamblicha. Inni, zwłaszcza Rudolf Beutler i Etienne Évrard uważają, że Jamblich nie miał wielkiego wpływu na twórczość Plutarcha. Évrard nie wyklucza oddziaływania na Plutarcha Porfiriusza
W komentarzu do Parmenidesa zajął się zagadnieniem kluczowym dla neoplatoników - materią. Opisując jego badania, Proklos pisze, że ich punktem zwrotnym było odkrycie przez Plutarcha, że pięć pierwszych hipotez wyciąga prawidłowe konkluzje z prawdziwych przesłanek, podczas gdy pozostałe cztery stanowią reductio ad absurdum. Po Bogu, intelekcie i duszy, czwarta hipoteza opisywała formy znajdujące się w  materii, a piąta materię, wszystkie te rodzaje bytu potrzebowały by istnieć jedności. Szósta hipoteza opisywała zmysły, będące względnym niebytem, ale jak wykazał Plutarch jest niemożliwe by coś istniało poza jednością. Siódma opisywała brak jakiegokolwiek rodzaju lub świadomości - co gdyby było możliwe - musiało by być absolutnym niebytem. Ósma ukazywała absurdalność tego by absolutny niebyt był cieniem lub snem, a dziewiąta - absurdalność twierdzenia, że nie jest nawet tym. Rozumowanie Plutarcha zostało przyjęte przez jego szkołę.
Komentarz Plutarcha do Arystotelesa O duszy (De anima), uważany jest za najważniejszy przyczynek do literatury arystoteliańskej od czasów Aleksandra z Afrodyzji, którego Plutarch zresztą atakował za sfałszowanie nauki Arystotelesa. Dla filozofii znaczenie ma fakt, że uczyniwszy psychologię studium duszy pozostającej w ciele, wyodrębnił ją od metafizyki, z którą dotąd była traktowana łącznie.
Kontrowersyjny jest pogląd Plutarcha na ludzki intelekt (nous), który jego zdaniem pojmuje przez proste odwzorowanie, a nie w sposób czynny. Wierząc, że rozum jest podstawą i podwaliną wszelkiej świadomości, umieścił jednak pomiędzy zmysłami i myślą – osobną władzę wyobraźni (phantasia); jest ona różną od nich obu i przez to, jest ona czynnością duszy, podniecanej nieprzerwanymi wrażeniami. Innymi słowy, wyobraźnia dostarcza surowca działaniu rozumu. Rozum obecny jest w dzieciach jako niedziałająca potencjalność, a w dorosłych jako działająca na dane zmysłów i wyobraźni, a w swym czystym działaniu jest transcendentalną, czyli czystą inteligencją Boga. Odmiennie od Aleksandryjczyków i od autorów wczesnorenesansowych Plutarch utrzymywał, że dusza spętana w ciele więzami wyobraźni i odczuć, nie ginie wraz z cielesnymi nośnikami zmysłowymi.

## Recepcja
Uczniami Plutarcha byli Syrianos i Hierokles z Aleksandrii oraz Proklos, który jednak z tej racji, że przybył do Aten dopiero w 431 roku, mógł jedynie przez krótki czas go słuchać. Dzieła Plutarcha cieszyły się dużym zainteresowaniem późnoantycznych neoplatoników. Jego komentarz do O duszy znał Symplicjusz, Jan Filopon, Pryscjan i Amoniusz Hermiasz. Amoniusz krytykował jego doktrynę intelektu.
W renesansie sławił Plutarcha jako wybitnego platonika i twórcę komentarza do Parmenidesa Marsilio Ficino. Ficino nie zdawał sobie jednak sprawy, że ma do czynienia z autorem z Aten z V wieku i utożsamił go z Plutarchem z Cheronei, co zaważyło znacząco na historii interpretacji tego tekstu.

## Odniesienia
- Suda, Domninos, Hegias, Nikolaos, Odainathos, Proklos ho Lukios.
- Marinus, Vita Procli, 12.
- Focjusz, Bibliotheca, 242.